# Bundesstraße 485
Pour les articles homonymes, voir Route 485.
La Bundesstraße 485 est une Bundesstraße du Land de Hesse.

## Géographie
La B 485 s'étend de Korbach, où elle bifurque de la Bundesstraße 251, passant par Bad Wildungen, jusqu'à Bad Zwesten, où elle rejoint la Bundesstraße 3.

## Histoire
La B 485 est créée au milieu des années 1960 pour améliorer le réseau routier fédéral. Sur le contournement de Bad Wildungen et Odershausen, la B 485 et la Bundesstraße 253 empruntent le même itinéraire. Avant la construction du contournement de la B 251 autour de Sachsenhausen, la B 485 ne commençait qu'à l'intersection actuelle avec la L 3200 à Sachsenhausen. Entre Sachsenhausen et Netze, la B 485 est déplacée sur une longueur d'environ 2,5 km dans les années 1980, ce qui a rendu superflus trois ponts sur la ligne de chemin de fer parallèle. Les contournements autour d'Altwildungen, Bad Wildungen et Odershausen sont également achevés dans les années 1980. Après la construction de la rocade de la B 3 à Bad Zwesten, la B 485 reprend un tronçon de la L 3074 entre l'intersection avec l'ancienne B 3 et la nouvelle rocade.

## Source
- (de) Cet article est partiellement ou en totalité issu de l’article de Wikipédia en allemand intitulé « Bundesstraße 485 » (voir la liste des auteurs).

1. ↑  (de) « Die Bundes- und Reichsstraßen in Deutschland - Nr. ab 399 » [archive du 15 octobre 2008], sur home.arcor.de (consulté le 18 juillet 2025)